# قطع لويس الشطرنجية

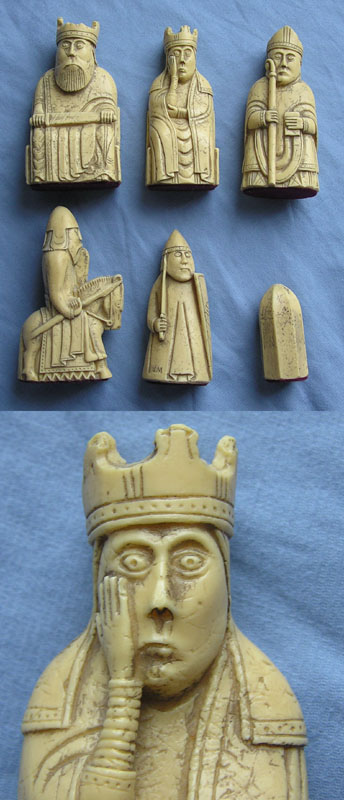
قطع لويس

قطع لويس الشطرنجية (الإنجليزية: Lewis chessmen) مجموعة من القطع الشطرنجية المكونة من 93 قطعة والتي يرجع أصلها إلى القرن الثاني عشر الميلادي مصنوعة من عاج أنياب الحيتان والفظ، اكتشفت عام 1831م في منطقة هيبريدر الخارجية، اسكتلندا. وهي مكونة من قطع غير كاملة شطونجية قروسطوية دامت حتى الآن، تستقر القطع الآن في المتحف الملكي في إدنبرة، التي تمتلك 11 قطعة منها، أما البقية فهي المتحف البريطاني في لندن.